# William Adam (arquiteto)
William Adam (Kirkcaldy, Fife, 30 de outubro de 1689 - Edimburgo, 24 de junho de 1748) foi um arquiteto, pedreiro e empresário escocês. Ele foi o arquiteto mais importante da sua época na Escócia, tendo desenhado várias casas de campo e edifícios públicos. Trabalhou várias vezes como empreiteiro e arquiteto nos mesmos projetos. Entre os seus trabalhos mais conhecidos encontram-se a Hopetoun House perto de Edimburgo e a Duff House em Banff. O seu estilo individual e exuberante baseava-se no estilo palladiano, mas com pormenores barrocos inspirados por Sir John Vanbrugh e pela arquitetura europeia continental.
No século XVIII, Adam era considerado o "Arquiteto Universal" da Escócia. Porém, desde inícios do século XX, os críticos da arquitetura adotaram uma opinião mais contida. Colin McWilliam, por exemplo, disse que a qualidade do seu trabalho "variava de forma extrema". Para além de arquiteto, Adam esteve envolvido em vários empreendimentos industriais e programas de melhoramento na exploração do carvão, salinas, pedreiras e fábricas. Em 1731, começou a construir a sua própria mansão em Kinross-shire, que batizou de Blair Adam. Três dos seus filhos, John, Robert e James, também eram arquitetos, sendo que os dois últimos desenvolveram o chamado "Estilo Adam".

## Biografia

### Primeiros anos
William Adam nasceu em Linktown of Abbotshall, atualmente um bairro de Kirkcaldy, Fife, e foi batizado a 24 de outubro de 1689. Foi o único filho sobrevivente de John Adam, um pedreiro, e de Helen Cranstoun, filha de William Cranstoun, 3.º Lorde Cranstoun. O seu avô paterno era Archibald Adam, um laird em Angus. É provável que Adam tenha frequentado a escola primária em Kirkcaldy até 1704, altura em que fez 15 anos. Depois, aprendeu o ofício de pedreiro, provavelmente com o seu pai. Diz-se que terá sido aprendiz de Sir William Bruce em Kinross House, apesar de as datas tornarem esta possibilidade improvável. John Fleming sugere que, se Adam chegou a ser seu aprendiz, tal poderá ter acontecido na Hopetoun House, que Sir William Bruce construiu entre 1699 e 1703. Em 1717, William Adam era já um membro qualificado do grémio dos pedreiros de Kirkcald e, antes de 1720, viajou para França e para os Países Baixos, onde visitou casas de campo e observou o canal em Ostende.

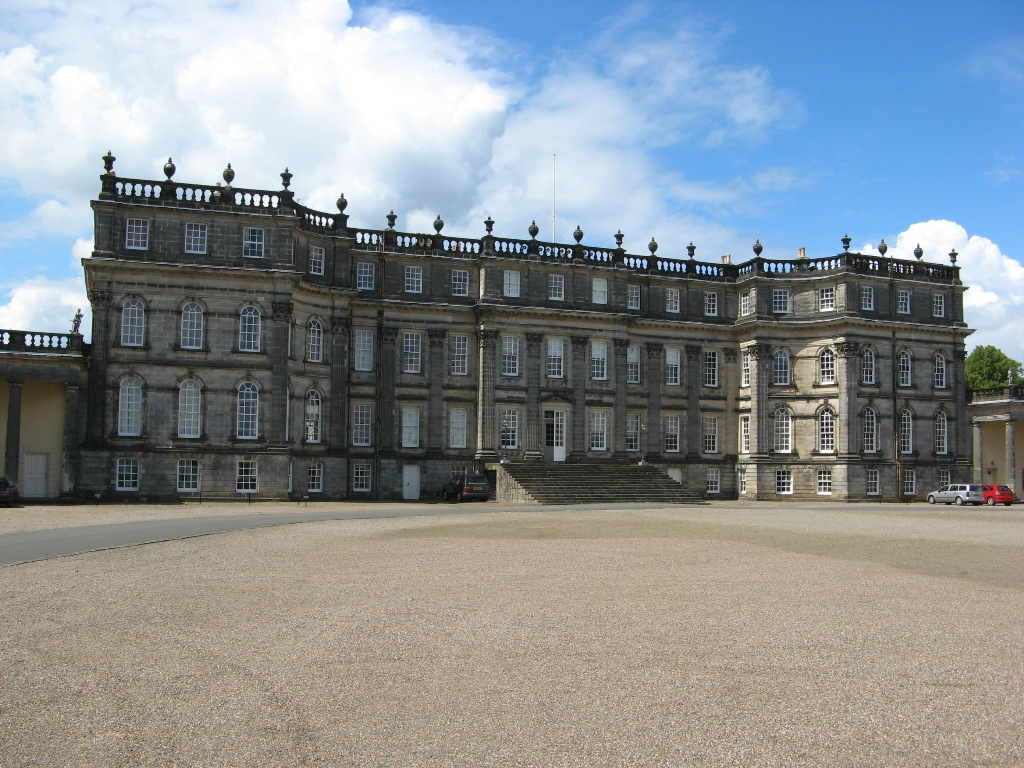
Frente oriental da Hopetoun House, desenhada e construída por William Adam ao longo de 20 anos.

Em 1714, Adam tornou-se sócio de William Robertson de Gladney, um laird local, e abriu uma olaria em Linktown. O negócio teve sucesso e William Adam é apontado como o responsável por introduzir a manufatura de pantiles holandeses na Escócia. Em 30 de maio de 1716, William Adam casou-se com a filha de William Robertson, Mary, e o casal mudou-se para a sua casa, Gladney House, em Abbotshall.

### Família
William Adam e Mary Robertson tiveram dez filhos:
- Janet ("Jenny") (n. 1717), nascida em Linktown, foi gestora da empresa dos irmãos em Londres.
- John (n. 3 de julho de 1721), nascido em Linktown, a propriedade de Blair Adam e outros negócios da família passaram para ele e também foi arquiteto
- Robert (n. 3 de julho de 1728), nascido em Linktown, arquiteto e o mais famoso dos irmãos Adam.
- James, (n. 21 de julho de 1732), arquiteto e sócio de Robert.
- William ("Willie") (n. 1738)
- Elizabeth ("Betty"), foi gestora da empresa dos irmãos em Londres, em conjunto com Janet.
- Helen ("Nellie")
- Margaret ("Peggy")
- Mary, casou-se com o Rev. John Drysdale FRSE (1718–1788), pastor da Tron Kirk e agraciado com a rara distinção de Moderador da Assembleia Geral da Igreja da Escócia duas vezes (em 1773 e 1784), apesar de ser mais conhecido pela sua amizade com o economista Adam Smith.
- Susannah, casou-se com Sir John Clerk de Eldin, filho de Sir John Clerk de Penicuik.

As datas de nascimento das suas cinco filhas não foram registadas. Além de mais um filho chamado Wiliiam, duas filhas do casal morreram na infância.
Após a morte de William Adam, o seu filho mais velho, John, herdou o negócio da família e pediu imediatamente aos seus irmãos, Robert e James, que fossem seus sócios. Esta parceria durou até ao final da década de 1750, quando Robert abriu um negócio em Londres. O obituário de William Adam no Caledonian Mercury dizia: "Felizmente, ele deixou alguns jovens promissores que vão continuar o trabalho que ele iniciou com tanta felicidade". John Adam passou a propriedade de Balir Adam para o seu filho, o advogado e político William Adam, cujos descendentes ainda são os donos desta na atualidade. Entre eles encontram-se políticos, soldados e funcionários públicos notáveis.

### Fama
Não se sabe como William Adam se tornou num arquiteto famoso, mas, em 1721, estava envolvido em projetos de relevo no Floors Castle, onde executou um desenho de Sir John Vanbrugh, e desenhou aumentos da Hopetoun House. John Gifford associa o aumento da fama de William Adam à reforma de James Smith, o arquiteto mais proeminente do início do século XVIII, que na altura estava na casa dos 70 anos. Tal como Smith, Adam era um pedreiro de ofício, mas tinha conhecimentos sociais através da sua família e uma pequena fortuna conseguida através de empresas de sucesso. Em 1721, Adam tornou-se maçom e foi iniciado na Loja de Edimburgo.

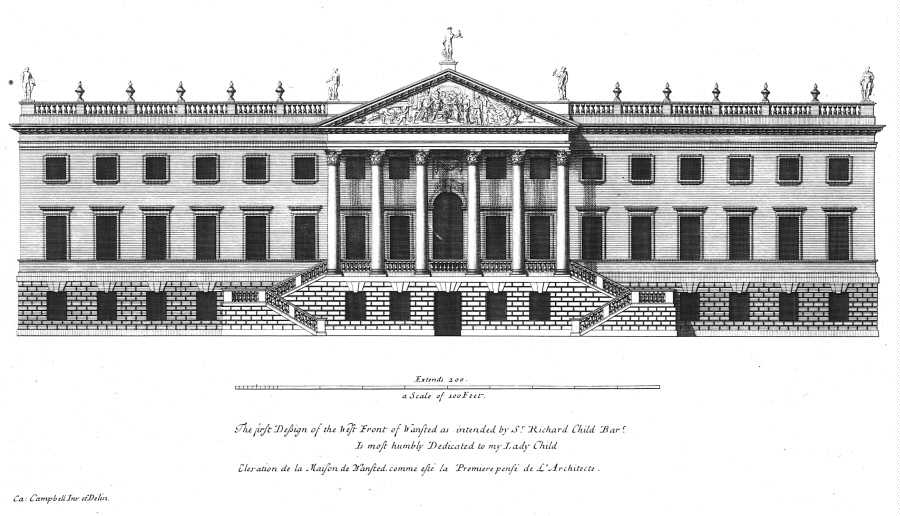
O desenho de Colen Campbell da Wanstead House

Porém, ao contrário dos episcopais Smith e Bruce, Adam era um conservador presbiteriano numa altura em que os conservadores dominavam o governo britânico. Os episcopais eram associados aos jacobitas e isso era mal visto pelo regime Hanoveriano dominante. Sir William Bruce, por exemplo, foi preso pelo menos três vezes entre 1693 e a data da sua morte em 1710, apenas com base nos seus princípios. As crenças de Adam eram muito mais aceitáveis, apesar de ele ter conseguido manter relações com o jacobita exilado e arquiteto amador, John Erskine, Conde de Mar. A posição política de Adam permitiu-lhe ter acesso a mecenas influentes como John Dalrymple, 2.º Conde de Stair, e Sir John Clerk de Penicuik que, para além de seus clientes, tentaram conseguir cargos no governo e contratos para ele. Por exemplo, Sir John Clerk nomeou, porém sem sucesso, Adam para a posição de arquiteto da cidade ao abrigo da "Lei da Cidade de Edimburgo", uma posição onde poderia ter supervisionado as novas obras públicas da capital escocesa. Em 1727, Stair tentou, mais uma vez sem sucesso, fazer com que Adam fosse nomeado Avaliador das Obras do Rei na Escócia, apesar de, no ano seguinte ele ter conseguido o cargo menos importante de Escrivão e Armazenista das Obras do Rei na Escócia, sendo subordinado do Mestre de Obras, Sir John Anstruther. Em 1730, Adam foi nomeado o Maçom principal da Comissão de Ordenança do Norte da Grã-Bretanha.
Em 1727, Adam e Sir John Clerk viajaram para Londres, tendo visitado várias casas de campo pelo caminho, incluindo Cliveden, Wilton, e Wanstead House. Em Londres, Adam tentou fazer mais contactos políticos e procurou um gravurista para o seu projeto para um livro de planos arquitetónicos que acabaria por se tornar no Vitruvius Scoticus. Também em Londres, posou para William Aikman, que fez o seu retrato.

### Arquiteto, empresário elaird

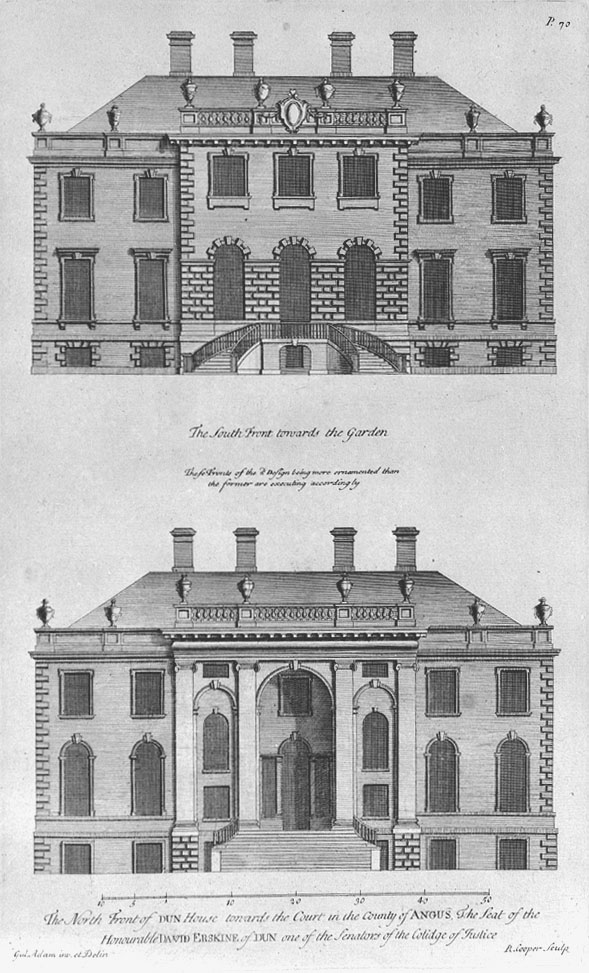
Desenhos da frente sul (imagem de cima) e da frente norte da House of Dun, em Angus.

Em 1728, Adam já se tinha estabelecido como um arquiteto de sucesso com várias participações em negócios como exploração mineira, saleiras, pedreiras e melhorias na agricultura, apesar de nesse ano ter falecido o seu sócio e sogro, William Robertson. Em 21 de fevereiro de 1728, Adam foi considerado burguês de Edimburgo e mudou-se com a família para uma propriedade em Cowgate, onde mais tarde construiu um grande conjunto habitacional.
As suas atividades comerciais continuaram a expandir-se. Desde a sua nomeação para Hopetoun em 1721, ele tinha arrendado pedreiras perto de Queensferry que forneciam a pedra para os seus contratos de construção. A partir de 1734, ele começou a arrendar apartamentos, celeiros e armazéns em Leith e arrendava minas de carvão e salinas em Cockenzie e, mais tarde, em Pinkie, construiu um canal entre 1742 e 1744 para servir as minas. Outros trabalhos de engenharia incluíam um aqueduto que rasgava uma colina em Inveresk e, em 1741, um tentativa de promover um canal em Forth e Clyde, um projeto que acabou por ser concretizado por outras pessoas 30 anos depois. A sua principal ocupação a partir de 1731 passou a ser Blair Crambeth, a propriedade em Kinross-shire que ele adquiriu nesse ano. Ele deu-lhe o nome de Blair Adam e começou a aumentar e a melhorá-la, tendo plantado árvores, adquirido terrenos e criado minas de carvão. Ele criou a aldeia de Maryburgh para acolher mineiros e construiu uma pequena casa lá, apesar de a ter visitado poucas vezes.

### Últimos anos
Em 1741, William Adam foi forçado a processar William, Lorde Braco, para obter o pagamento de trabalhos que realizou em Duff House. Não foi celebrado um contrato formal e o cliente e o arquiteto não concordavam no custo do trabalho de entalhe das pedras. Inicialmente, o assunto foi resolvido, mas Lorde Braco era um adversário teimoso e arrastou o caso durante vários anos e este só foi resolvido pouco antes da morte de Adam.
Depois da Levante Jacobita de 1745, a posição de William Adam como Maçom da Comissão de Ordenança permitiu que conseguisse vários contratos militares com montantes avultados nas Terras Altas. Em 1746, o cargo de Mestre Carpinteiro da Comissão de Ordenança ficou vazia e William Adam rapidamente nomeou o seu filho John para consideração para a mesma, mas ele não foi selecionado. Os seus três filhos mais velhos estavam a trabalhar no negócio da família em 1746. James e John estudaram na Universidade de Edimburgo e depois foram trabalhar com o seu pai.
William Adam ficou doente em finais de 1747 e faleceu no verão seguinte. Foi sepultado no cemitério Greyfriars Kirkyard, em Edimburgo, onde o seu filho, John Adam, desenhou o jazigo da família, que foi construído em 1753. O jazigo foi restaurado pela Câmara Municipal de Edimburgo e pela associação Historic Scotland em 1997 para assinalar o 250º aniversário da sua morte.

## Trabalhos arquitetónicos
William Adam usou fontes variadas para os seus desenhos e criou um estilo de decoração pessoal e criativo. As suas principais influências vieram do palladianismo inglês e várias das suas casas foram associadas a desenhos reproduzidos no livro Vitruvius Britannicus de Colen Campbell, mas Adam misturou-os com padrões de barroco inglês de Gibbs e Vanbrugh. Ele consultava frequentemente livros de padrões franceses, italianos e ingleses, incluíndo o Book of Architecture de Gibb, de onde copiou livremente e sem vontade de criar um estilo consistente. Além disso, inspirou-se no renascimento escocês e nos seus antecessores, Bruce e Smith. Durante a sua carreira de quase 30 anos como arquiteto, Adam desenhou, aumentou e remodelou mais de 40 casas de campo e concretizou vários contratos públicos. Criou ainda planos paisagísticos para jardins, em Newliston e no Taymouth Castle.

### Casas de campo

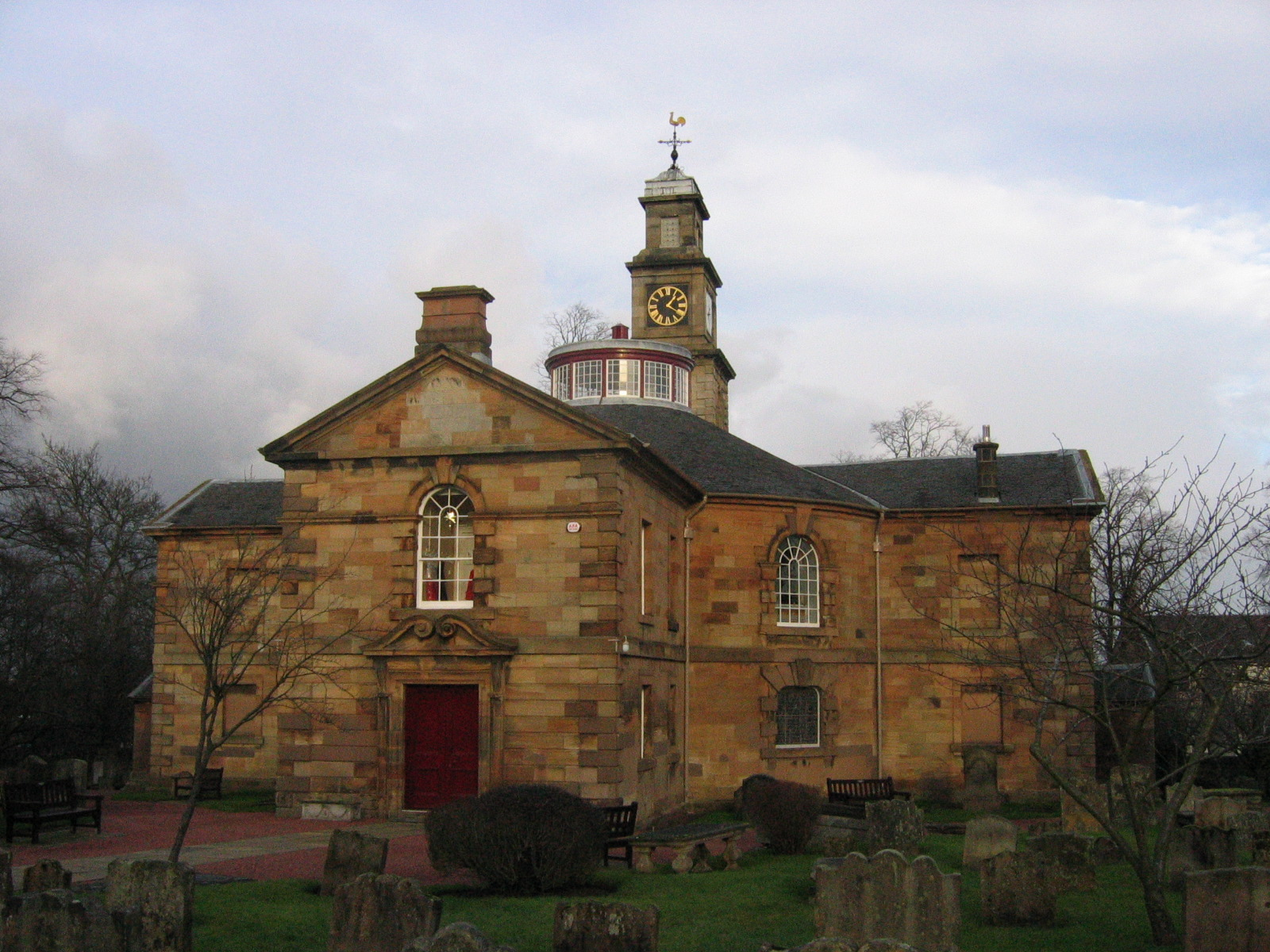
Igreja Paroquial de Hamilton, desenhada por Adam em 1735

O seu primeiro trabalho parece ter sido um aumento da Hopetoun House, perto de Edimburgo, para Charles Hope, 1º conde de Hopetoun. Hopetoun tinha sido construída 20 anos antes por Sir William Bruce e Adam foi contratado para reconstruir a ala sudeste. Este trabalho, concluído em 1725, tinha como objetivo dar uma nova fachada mais arrojada à frente este, que se chegasse à frente nas pontas com secções curvadas. Segundo John Flemming, "nunca se tinha experimentado nada tão ambicioso nem tão criativo na Escócia". Nos anos seguintes, Adam regressou a Hopetoun e construiu a colunata sul a partir de 1726, a ala norte a partir de 1728 e, por fim, os pavilhões a partir de 1736. Estes só foram terminados em 1742, o ano da morte do conde, e o plano foi concluído pelos filhos de Adam após a sua morte. Adam também construiu os jardins, provavelmente a partir de desenhos de Sir William Bruce, e seguem o seu estilo axial.

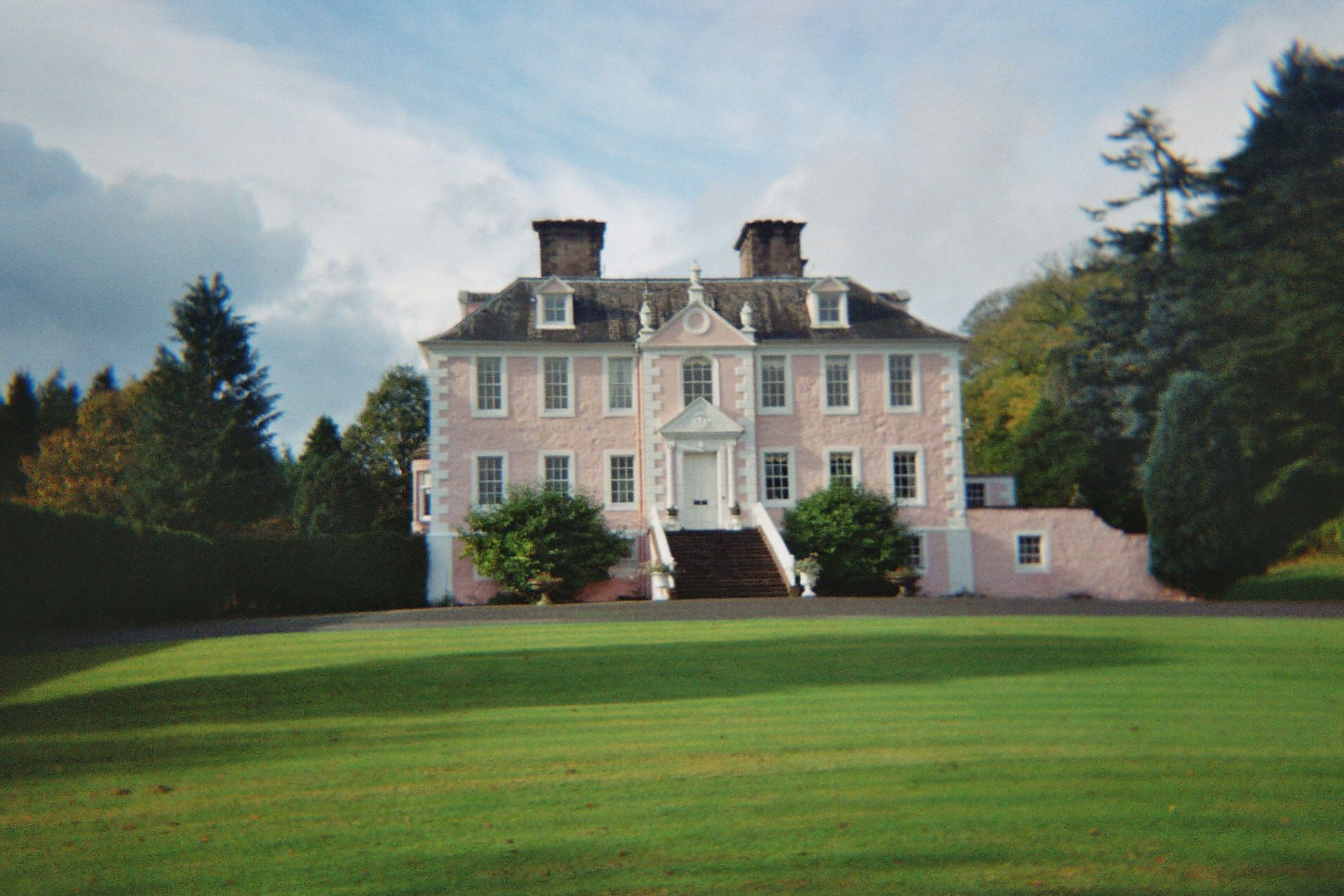
Craigdarroch em Dumfriesshire, uma pequena casa desenhada por Adam em 1729, para Alexander Fergusson

Outros dos desenhos iniciais de Adam incluem a Drum House, onde este introduziu a primeira janela veneziana na Escócia, e Mavisbank, ambas perto de Edimburgo. Mavisbank House, construída entre 1723 e 1727, foi a primeira villa em estilo palladiano na Escócia, uma colaboração entre Adam e o dono, o arquiteto amador Sir John Clrek de Penicuik. O último quis para si o crédito pela maioria do trabalho e até criticou algumas das sugestões de Adam, apesar de as provas sugerirem que Adam conseguiu levar avante várias das suas ideias. Tal como em Hopetoun, Adam teve uma relação invulgarmente próxima com o seu cliente aqui, apesar das diferenças de opinião. Um dos seus primeiros trabalhos mais ambiciosos foi a casa Arniston, perto de Gorebridge, em estilo barroco e inspirada por Vanbrugh. Construída para Robert Dundas, um advogado e político amigo do Conde de Stair. Arniston inclui jardins extensos projetados por Adam, com um panterre e cascata, assim como uma avenida principal centrada no pico de Arthur's Seat e virada para norte. O trabalho de estuque no hall de Arniston é um dos melhores interiores de estilo Vanbrugh realizados por Adam.

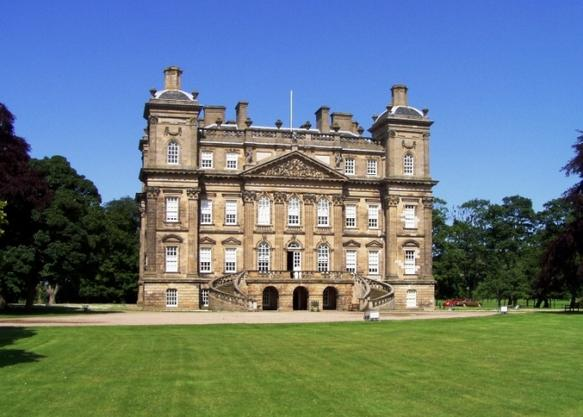
Duff House, "um castelo medieval com uma fachada barroca"

Duff House, o maior trabalho de Adam da década de 1730, demonstra a sua valorização de influências locais e estrangeiras, sendo esta apresentada como "um castelo medieval com adornos barrocos". Construída entre 1735 e 1739, Adam foi arquiteto e empreiteiro da obra encomendada por William, Lorde Braco. James Gibbs tinha construído recentemente outra casa para Lorde Braco, mas ele preferiu dar este trabalho a William Adam. A fachada principal da Duff House é notável pela sua altura e os seus cantos altos dão a impressão de se tratar de uma casa altamente vertical. O estilo está relacionado com os desenhos produzidos pelo jacobita exilado Conde de Mar, um arquiteto amador que colaborou com Adam na House of Dun. Charles McKean compara a Duff House ao Castelo de Drumlanrig do século XVII e considera que tem uma arquitetura tradicional escocesa. Tal como Drumlanrig e o Hospital de Jeriot (décadas de 1620 - 1690) em Edimburgo, a Duff House tem blocos em pilha dupla ladeados por cantos com torres quadradas mais altas. Os "adornos barrocos" em Duff derivam de Vanbrugh, e em particular, Eastbury Park (1724-38) em Dorset. Os desenhos dos pavilhões e das alas quadrantes nunca foram executados devido à disputa de Lorde Braco com Adam. Braco nunca chegou a ocupar, nem a mobilar a casa por esse motivo.

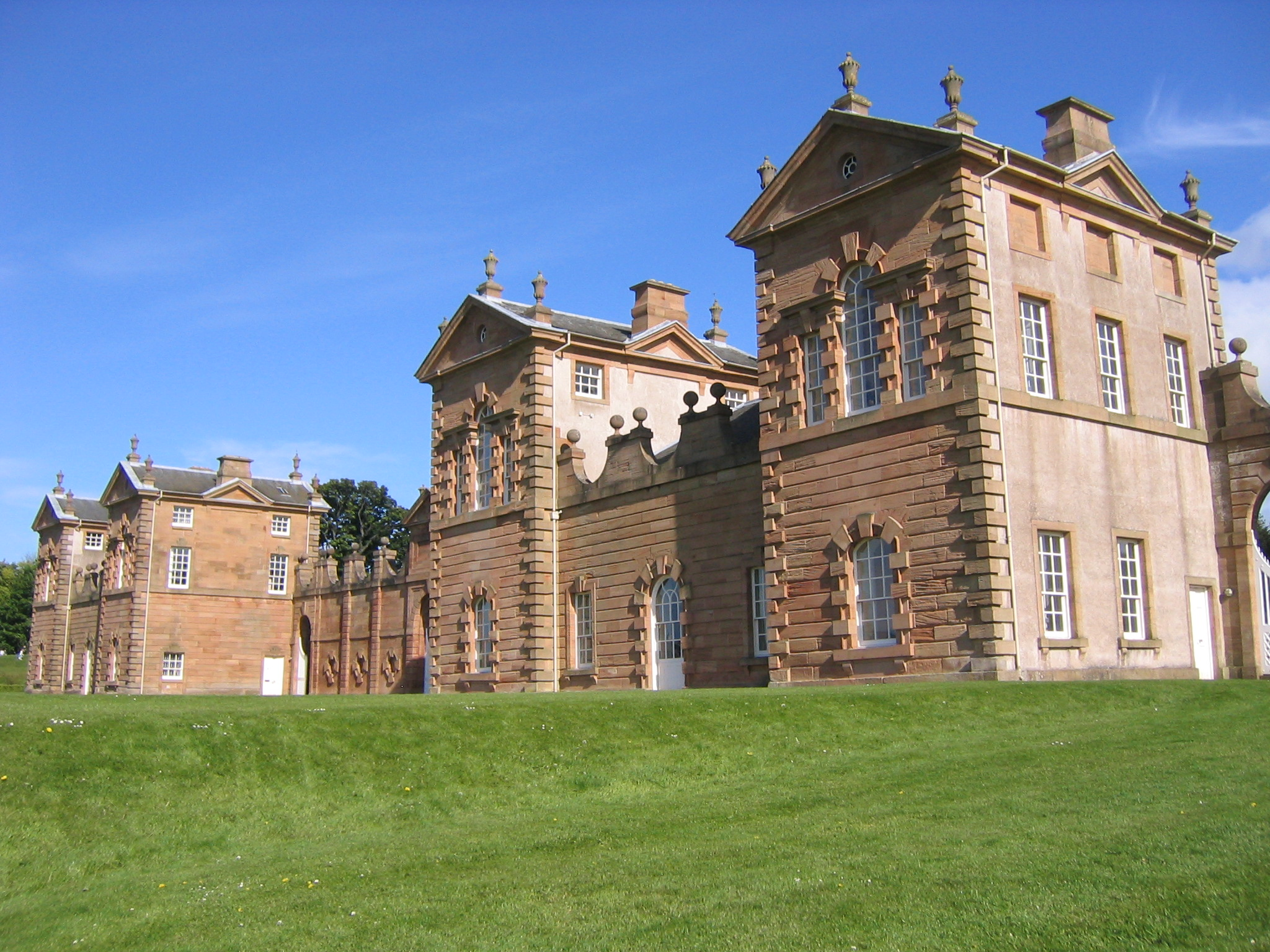
Chatelherault, o pavilhão de caça do Duque de Hamilton, 1731–43

As restantes casas de Adam da década de 1730 incluem a House of Dun em Angus, a Tinwald em Dumfriesshire, a Lawyers House em Perthshire, e a Haddo House em Aberdeenshire. O seu primeiro desenho (que não chegou a ser executado) da House of Dun, uma colaboração com o Conde de Mar, é interessante, uma vez que parece mostrar uma torre apalaçada tradicional escocesa com escadas em espiral dentro das paredes, mas com o exterior  cheio de pormenores neoclássicos. É notório que Adam se inspirou na tradição escocesa. Chatelherault, o "canil" do Duque de Hamilton e a cabana de caça perto de Hamilton foram concluídos em 1743. A redecoração do apartamento do duque em Holyroodhouse foi o projeto de design de interiores mais importante de Adam. Na década de 1730, Adam fez aumentou no Castelo de Taymouth e planeou os jardins, mas grande parte do seu trabalho foi demolido para construir o edifício atual no século XIX. O abordagem de Adam neste trabalho reflete o trabalho de Bruce em Balcaskie, desenvolvendo a torre apalaçada escocesa para formar uma composição arquitetónica quase simétrica.

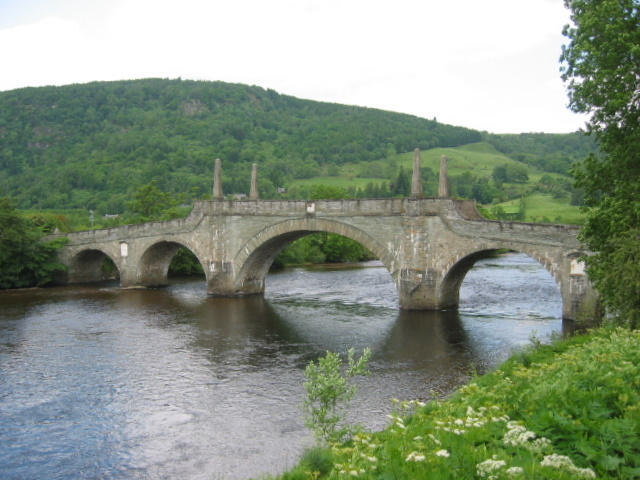
Ponte Tay, obra de William Adam em Aberfeldy

Após 1740, Adam só construiu duas casas: Cumbernauld House para o Conde de Wigton e Cally House para Alexander Murray, que só foi concluída em 1763. A partir de 1746, Adam assumiu o cargo de "Intendente Geral" e empreiteiro, tendo supervisionado a construção do Castelo de Inveraray a partir de um desenho gótico de Roger Morris. A sua função era falar com o arquiteto em nome do cliente, Archibald Campbell, 3º Duque de Argyll, para além de dar os seus próprios conselhos sobre o design dos pormenores. Adam fez ainda o rascunho da "cidade nova" de Inveraray. O seu último trabalho como arquiteto foi feito para Lorde Lovat em 1744 e tratava-se de uma casa nova no Castelo Dounie. A pedra foi fornecida, mas a construção não chegou a avançar uma vez que Lorde Lovat encontrava-se "fora" durante a Levante Jacobita de 1745 e a sua propriedade foi invadida por tropas do governo.

### Edifícios públicos

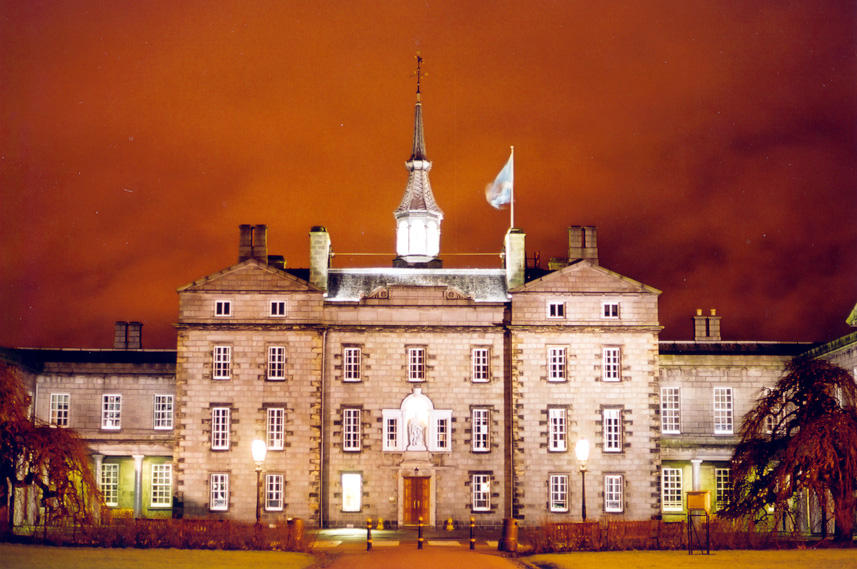
Hospital Robert Gordon, Aberdeen, atualmente a escola Robert Gordon

Os primeiros projetos de edifícios públicos de Adam foram em Aberdeen, onde construiu a câmara municipal entre 1729 e 1730 (mas que entretanto foi demolida) e o Hospital Robert Gordon entre 1730 e 1732, edifício que atualmente é uma escola privada. A Enfermaria Real de Edimburgo original na Infirmary Street era um edifício imponente desenhado por Adam em 1738. Esta foi uma das primeiras enfermarias do mundo e foi fundada pelo médico Alexander Monro e demolida em 1884. Os restos do edifício encontram-se em várias partes da cidade. Também em Edimburgo, Adam construiu o Hospital George Watson entre 1738 e 1741. O edifício foi demolido em 2004 e no século XIX foi incorporado por David Byrce na nova Enfermaria Real. Em 1745, foram concluídos os trabalhos na "Nova Biblioteca" de Adam na Universidade de Glasglow, edifício que também foi demolido. Adam também construiu uma câmara municipal em Dundee, que também foi demolida. A que construiu em Haddington ainda se encontra em pé, mas foi bastante alterada. Adam construiu apenas uma igreja, a Hamilton Old Parish Church, em 1733, enquanto trabalhava perto de Chatelherault.
A última levante jacobita ocorreu em 1745, quando o "Bonnie Prince Charlie" tentou conquistar o trono britânico com a ajuda de homens das Terras Altas escocesas. Após este golpe falhado, as Terras Altas foram altamente militarizadas pelo governo e o trabalho da Comissão de Ordenança de Adam multiplicou-se. Ele e os seus filhos ficaram encarregues dos trabalhos em Fort Augustus, Fort William, Carlisle e nos castelos de Dumbarton, Stirling, Edimburgo, Blackness e Duart. Em 1747, Adam foi contratato para fornecer a alvenaria e tijolos ao Fort George, perto de Inverness, apesar de o projeto só ter começado pouco antes da sua morte. Todos os verões, até 1760, um dos seus filhos passava a estação em Fort George a supervisionar o trabalho sob as ordens do Coronel Skinner, o engenheiro-chefe do Norte da Grã-Bretanha.

### Vitruvius Scoticus
Na década de 1729, Adam começou a planear um livro com desenhos arquitetónicos de casas escocesas, que iria incluir o seu próprio trabalho e o de outros arquitetos. O seu Vitruvius Scoticus começou a ser planeado e recebeu o seu nome em resposta ao Vitruvius Britannicus de Colen Campbell. Adam encomendou algumas gravuras durante a sua viagem a Londres em 1727 e tinha começado a recolher subscrições. Richard Cooper completou mais gravuras em Edimburgo na década de 1730. Depois, o projeto ficou parado, possivelmente devido à falta de subscrições (Adam só conseguiu reunir 150, muito menos do que as 700 conseguidas pelo Vitruvius Britannicus), mas pode ter sido retomado por volta da altura da morte de Adam. Em 1766, John Adam tentou recomeçar o projeto e recolher novas subscrições, mas não deu em nada. O livro acabou por ser publicado em 1812 pelo filho de John Adam, William, e continha 160 placas e 100 desenhos de Adam.